# Виборчий округ 172
Виборчий округ 172 — виборчий округ в Харківській області. В сучасному вигляді був утворений 28 квітня 2012 постановою ЦВК №82 (до цього моменту існувала інша система виборчих округів). Окружна виборча комісія цього округу розташовується в приміщенні адміністрації Індустріального району Харківської міської ради за адресою м. Харків, просп. Архітектора Альошина, 11.
До складу округу входять частини Індустріального (окрім мікрорайонів Південні П'ятихатки, Кулиничі, Бражники та Північна Салтівка) і Салтівського (територія на північний схід від проспекту Тракторобудівників і вулиці Валентинівської та територія на схід від вулиць Гарібальді і Познанської) районів міста Харків. Округ складається із двох окремих частин, які не межують між собою. Виборчий округ 172 межує з округом 171 на заході і на північному заході, з округом 170 і округом 169 на північному заході, з округом 175 на північному сході та з округом 181 на південному сході, на півдні і на південному заході. Виборчий округ №172 складається з виборчих дільниць під номерами 631447-631450, 631462-631466, 631493-631505, 631537-631587, 631589-631590, 631692-631693 та 631702-631703.

## Народні депутати від округу
| Ім'я                      | Фото | Партія          | Скликання | Дата набуття повноважень | Дата припинення повноважень |
| ------------------------- | ---- | --------------- | --------- | ------------------------ | --------------------------- |
| Мисик Володимир Юрійович  |      | Партія регіонів | 7-ме      | 12 грудня 2012           | 27 листопада 2014           |
| Мисик Володимир Юрійович  |      | самовисуванець  | 8-ме      | 27 листопада 2014        | 29 серпня 2019              |
| Здебський Юрій Вікторович |      | Слуга народу    | 9-те      | 29 серпня 2019           |                             |

## Результати виборів

### Парламентські

#### 2019
Кандидати-мажоритарники:
- Здебський Юрій Вікторович (Слуга народу)
- Мисик Володимир Юрійович (самовисування)
- Плотніков Роман Олексійович (Європейська Солідарність)
- Дебелий Валентин Олегович (Свобода)
- Бражник Альона Сергіївна (самовисування)
- Абдуллаєв Іджран Ягуб огли (самовисування)
- Кохановський Андрій Вікторович (самовисування)
- Трохимченко Олег Володимирович (самовисування)

#### 2014
Кандидати-мажоритарники:
- Мисик Володимир Юрійович (самовисування)
- Гєрасимов Олег Вікторович (Блок Петра Порошенка)
- Світличний Олександр Вікторович (Народний фронт)
- Давидова Ірина Григорівна (Сильна Україна)
- Якушенко Олександр Олексійович (Радикальна партія)
- Калашников Олег Анатолійович (Батьківщина)
- Тропачов Віталій Володимирович (самовисування)
- Гаспарян Арсен Валерійович (Блок лівих сил України)
- Борщов Геннадій Євгенович (самовисування)
- Штучний Михайло Миколайович (самовисування)
- Абдуллаєв Іджран Ягуб огли (самовисування)

#### 2012
Кандидати-мажоритарники:
- Мисик Володимир Юрійович (Партія регіонів)
- Приліпко Віталій Вікторович (УДАР)
- Обрядін Володимир Владиславович (Комуністична партія України)
- Каплін Євген Володимирович (Україна — Вперед!)
- Дяків Богдан Степанович (Конгрес українських націоналістів)
- Штучний Михайло Миколайович (самовисування)
- Іванов Володимир Миколайович (Руський блок)
- Оглоданий Андрій Романович (самовисування)

## Явка
Явка виборців на окрузі: